# 上高县
上高县位于中国江西省西北部，是宜春市下辖的一个县、地處贛江支流錦江中游，東與高安市為鄰，西南同袁州區、西同萬載縣接壤，南和新餘市渝水區、分宜縣交界，北跟宜豐縣相連，縣人民政府敖阳街道。

## 历史沿革
东汉中平年间汝南上蔡百姓迁到此地，故析建成县置上蔡县。
西晋太康元年（280年）改为望蔡县。
隋开皇九年（589年）并入建城县。
唐中和年间置上高镇。
南唐升元年间置上高场，保大十年（952年）置上高县，属筠州（后改称瑞州）。
明清属瑞州府。
现隶属于宜春市。

## 行政区划
上高县下辖1个街道办事处、9个镇、5个乡：
敖阳街道、田心镇、徐家渡镇、锦江镇、泗溪镇、翰堂镇、南港镇、敖山镇、新界埠镇、蒙山镇、芦洲乡、塔下乡、镇渡乡、野市乡、墨山乡、上高县工业园区和上甘山林场。

## 人口
全县常住人口总数为343767人（不包括中国人民解放军现役军人和居住在县内的港澳台居民以及外籍人员），与2010年第六次全国人口普查的326697人相比，十年共增加17070人，增长5.23%。

## 地理
上高县东西最大长度68公里，南北最大宽度45公里，全县面积1350.25平方公里。
上高县属中亚热带季风气候。

## 自然资源
钴、石灰石、硅灰石

## 名胜古迹
- 狮子垴遗址
- 唐代瓷器遗址
- 蒙山银矿遗址
- 九峰崇福寺
- 葫芦石
- 大观塔

## 交通
- 公路： 320国道
- 铁路：上新铁路，其中位于上高县城最近的火车站是塔下站。

## 经济
2007年，全县实现生产总值43.88亿元，比上年增长14.5%，人均12944元；完成财政收入3.78亿元。